# Katarzyna Miszczak
Katarzyna Miszczak (ur. 22 marca 1978) – polska lekkoatletka, specjalizująca się w skoku wzwyż, medalistka mistrzostw Polski.

## Kariera sportowa
Była zawodniczką AZS-AWF Biała Podlaska i AZS Gorzów Wlkp.
Na mistrzostwach Polski seniorek na otwartym stadionie zdobyła jeden medal - brązowy w skoku wzwyż w 2001. W 2001 wywalczyła w tej samej konkurencji brązowy medal halowych mistrzostw Polski.
Rekord życiowy w skoku wzwyż: 1,82 (26.05.2001).